# Вендичанська волость
Вендичанська волость — історична адміністративно-територіальна одиниця Могилівського повіту Подільської губернії з центром у селі Вендичани.
Станом на 1885 рік складалася з 6 поселень, 6 сільських громад. Населення — 7656 осіб (3747 чоловічої статі та 3909 — жіночої), 1292 дворових господарства.
|                     | Площа, десятин | У тому числі орної, дес. |
| ------------------- | -------------- | ------------------------ |
| Сільських громад    | 7151           | 6592                     |
| Приватної власності | 8641           | 5604                     |
| Іншої власності     | 308            | 223                      |
| Загалом             | 16100          | 12419                    |

Поселення волості:
- Вендичани — колишнє власницьке село за 8 верст від повітового міста, 1190 осіб, 216 дворів, 2 православні церкви, постоялий двір, постоялий будинок, водяний млин.
- Кричанівка — колишнє власницьке село при річці Немия, 790 осіб, 116 дворів, православна церква, постоялий будинок, 2 водяних млини.
- Немерче — колишнє власницьке село при річці Лядова, 662 особи, 126 дворів, православна церква, постоялий будинок, водяний млин.
- Следзь — колишнє власницьке село при річці Дерна, 1219 осіб, 219 дворів, православна церква, водяний млин.
- Сугаки — колишнє власницьке село при річці Немия, 1505 осіб, 283 двори, православна церква, постоялий двір, постоялий будинок, 2 водяних млини, винокурний завод.
- Тропове — колишнє власницьке село при струмкові, 1359 осіб, 246 дворів, православна церква, школа, постоялий будинок, кузня, 2 водяних млини.